# 妃悠愛
妃 悠愛（きさき ゆあ、1980年12月1日 - ）は、日本の元AV女優。

## 略歴
2009年にデビュー。2010年9月よりトータル・メディア・エージェンシー（TMA）の専属となる。2011年8月1日、引退することを公式ブログにて公表。同年11月5日、公式ブログ閉鎖が通知された。
アダルトビデオ30周年記念企画（AV30）として2012年1月5日から2月29日まで行われた人気投票で、71位に選ばれた。

## エピソード
- 趣味は、カラオケ、お茶。特技は、バスケットボール（高校時代から）。
- 無類のアルコール好き。 特にビール。
- 所属事務所が同じこともあり、真白希実、佐々木千香と仲が良かった。
- 中期～引退時にトータル・メディア・エージェンシー（TMA）と大型専属契約を交わす。

## 出演作品

### アダルトビデオ
2009年
- 素人娘、お貸しします。 VOL.01 佐々木ゆあ（仮名)（4月22日 プレステージ）
- 今日、あなたの妻が浮気します。日帰り温泉旅行 25歳～あさみの場合（6月8日 光夜蝶）
- 山の手 美人妻 水原里香24歳の章（7月6日 ジュエル）
- 完全素人を1年間で48人中出しできるか挑戦!履いてたパンツもついでにGET!! 女子大生編 ナツミ （7月21日 h.m.p）
- アクメ自転車でSOD女子社員がイクッ!! アクメ第5.5形態（8月6日 SODクリエイト）
- いいなり。隣に住んでいる娘…仮名ゆあ 22才（8月5日 グレイズ）
- 美嬢生 第四巻 皆藤千尋 21歳 （8月11 KIプランニング）
- スレンダー スレンダラス美女 #02 ゆあ （8月21日 プレステージ）
- いいなり。再び…仮名ゆあ 22才（9月2日 グレイズ）
- 新卒アイドル女子社員 Vol.2（9月18日 S級素人）
- 職場にナイショでAVに出たオンナたち 12 住友由美香 （9月21日 h.m.p）
- 人妻不倫旅行 今夜だけは甘いユメを見させて… 由梨子（9月30日 アテナ映像）
- いいなり。絶頂FINAL…仮名ゆあ 22才 （10月1日 グレイズ）
- まだ付き合い始め 03 ゆあちゃん （10月1日 プレステージ）
- 欲求不満人妻紹介 #13～#16 妃悠愛 （10月2日 グレイズ）
- 熟れた女のこすりつけオナニー 其の二 妃悠愛 （10月9日 オフィスケイズ）オムニバス作品 他出演:真白希実、桜みちる、艶堂しほり、立木ゆりあ
- ナンパした人妻を催眠術で淫乱にしてから中出しSEXをしてみました。（10月9日 青空ソフト）
- 働く人妻 居酒屋で働く美人若妻をAV出演させました （10月15日 グローリークエスト）
- 白衣の天使と性交 妃悠愛 （10月15日 ドリームチケット）
- 夏の想い出 妃悠愛 （10月22日 タカラ映像）
- 「ワザとか？それとも偶然か?体温が感じるほど密着寸前の接客をしてくるグ○ーンアテンダントに出会ったらヤらなければいけない電車内の勃起マナー」 VOL.1（10月22日 DANDY）オムニバス作品 他出演:花野真衣、ひな、今井優
- 「美人マッサージ師にパンツからしたたり落ちるほどの勃起染みを見せつけたらヤられた」VOL.1（10月22日 DANDY）
- 天然愛液ねばぐっちょ指でマ○コの穴ん中ズポズポオナニー （10月23日 SEX Agent）オムニバス作品 他出演:辻本りょう、叶彩、柏木ジュリ、川上梨緒、亜由美、日野まひる、小林さとみ、飯野寧々、桃井りん
- 母乳潮吹き新妻 01 長澤安奈 （10月25日 豊彦）
- 「あなた見ないで…」旦那の前で抱かれる人妻。借金返済の為に…（10月31日 光夜蝶）
- Men's コンビニエンス1 （デリヘル:Carフェラ）（11月4日 チーム川崎）オムニバス作品 他出演:辻本りょう、今野梨乃、北原まどか、真白希実、小林さとみ、小畑ゆう、後藤さなえ、小林里穂、鈴木ありす
- 不倫 ためらい 木崎祐子（11月5日 フリービジョン）
- ゆうあ ふたたび ゆうあ （11月7日 HMJM）
- 20センチ少年 妃悠愛 （11月15日 NON）
- 極太チ●ポ味くらべ 妃悠愛 （11月15日 ワープエンタテインメント）
- 麗しの美人OL 3 YUA （11月16日 ケイ・エム・プロデュース）
- 恥辱の肉体介護 狙われた可憐な若妻 妃悠愛（12月1日 ROOKIE）

2010年
- キミの一日ボクが買います。妃悠愛（1月22日　トータル・メディア・エージェンシー）
- Hi-Vision Venus 妃悠愛（5月7日トータル・メディア・エージェンシー）
- 妃悠愛 PREMIUM BEST 2枚組8時間（8月27日トータル・メディア・エージェンシー）
- エッチな秘書はザーメンがお好き 妃悠愛（9月10日トータル・メディア・エージェンシー）
- エッチな秘書はザーメンがお好き 妃悠愛 HD（9月10日トータル・メディア・エージェンシー）
- 人妻中出し不倫旅行 妃悠愛（9月24日トータル・メディア・エージェンシー）
- 人妻中出しレイプ 妃悠愛（10月8日トータル・メディア・エージェンシー）
- 超高級ソープ 妃悠愛（10月22日トータル・メディア・エージェンシー）
- 超高級ソープ HD 妃悠愛（10月22日）
- 人妻調教志願　妃悠愛（11月12日）
- 巫女物語 妃悠愛（11月12日トータル・メディア・エージェンシー）
- 素人制服図鑑 03（11月26日青空ソフト）
- 義姉 妃悠愛（12月10日トータル・メディア・エージェンシー）
- 人妻不倫旅情（12月10日青空ソフト）
- 僕の妻は妃悠愛（12月24日トータル・メディア・エージェンシー）

2011年
- 通勤OL中出し痴漢バス 妃悠愛（1月14日トータル・メディア・エージェンシー）
- デニムの似合う可愛い素人娘 02（1月14日青空ソフト）
- コスプレイヤー 妃悠愛（1月28日トータル・メディア・エージェンシー）
- 義父に中出しされて・・・妃悠愛（2月25日トータル・メディア・エージェンシー）
- 働く女のガーターストッキング（2月25日青空ソフト）
- 妃悠愛がオナホールで抜いてあげる（3月11日トータル・メディア・エージェンシー）
- 寝盗られ妻～旦那の目の前で犯されて～妃悠愛（3月25日トータル・メディア・エージェンシー）
- 函館不倫逃避行 妃悠愛（4月22日トータル・メディア・エージェンシー）
- 老人に中出しされた新人ホームヘルパー 妃悠愛（5月13日トータル・メディア・エージェンシー）
- 京都不倫妻 妃悠愛（6月10日トータル・メディア・エージェンシー）
- 人妻イカセ調教連続アクメ 妃悠愛（7月22日トータル・メディア・エージェンシー）
- 人妻イカセ調教連続アクメ 妃悠愛 HD＋DVD （7月22日トータル・メディア・エージェンシー）
- 妃悠愛 PREMIUM BEST HD 8時間（7月22日トータル・メディア・エージェンシー）
- 発情妻援助交際 妃悠愛（8月12日トータル・メディア・エージェンシー）
- 発情妻援助交際 妃悠愛 HD＋DVD（8月12日トータル・メディア・エージェンシー）
- 麗しのパンスト人妻の誘惑 妃悠愛（9月23日トータル・メディア・エージェンシー）
- 麗しのパンスト人妻の誘惑 妃悠愛 HD＋DVD（9月23日トータル・メディア・エージェンシー）
- TMA 妃悠愛　COMPLETE BOX 30枚組 完全保存版（12月23日トータル・メディア・エージェンシー）

　※「麗しのパンスト人妻の誘惑 妃悠愛」が引退作となる。
2013年
- 妃悠愛 BEST SELECTION 4時間（9月13日トータル・メディア・エージェンシー）
- 妃悠愛 BEST SELECTION HD 4時間（9月13日トータル・メディア・エージェンシー）